# مقاطعة شافيز (نيومكسيكو)
مقاطعة شافيز (بالإنجليزية: Chaves County)‏ هي إحدى مقاطعات ولاية نيومكسيكو في الولايات المتحدة الأمريكية.

## أعلام
- جيمس إدوارد وارتون